# Nouville
Nouville est un quartier de Nouméa construit sur une presqu'île, anciennement une île. Il comprend notamment des vestiges d'un passé bagnard, ainsi que l'Université de la Nouvelle-Calédonie et d'autres structures culturelles et d'enseignement, de grands établissements de santé, des lotissements, un centre pénitentiaire et un hôtel.

## Histoire

### Un premier volet britannique
Ce quartier a été créé sur une île près de la côte Nord-Ouest de la péninsule, devenue une presqu'île à la suite de la construction de remblais et d'un pont. Au moment de la création de Port-de-France devenu depuis Nouméa en 1854, l'île fut appelée Dubouzet, du nom du marquis Eugène du Bouzet, alors gouverneur des Établissements français d'Océanie (EFO) (basés à Tahiti).
Elle est pourtant alors la propriété d'un négociant et aventurier britannique, James Paddon (1812-1861), qui s'est installé dans l'île avant 1853 après l'avoir échangée au Grand Chef Kouindo, de Païta, contre des barils de tabac en figues, et des étoffes.
L'établissement de Nou comporte surtout, en 1855, un magasin, avec deux chambres à coucher, un immense hangar, un four à chaux, une machine à vapeur, une forge, des établis de charpentier (construction de bateaux) et de menuisier, ainsi que des parcs à bestiaux. Le Capitaine Paddon emploie environ 80 Européens et 200 Kanak. D'autres établissements de Paddon assurent l'élevage de bétail, de chevaux, de moutons (à Tomo), de cochons. L'ensemble, autonome, est très utile à tous les visiteurs européens, navigateurs, aventuriers, fonctionnaires, missionnaires. Son second est l'Allemand Ferdinand Knoblauch. En reconnaissance des services rendus, Eugène du Bouzet, gouverneur, accorde à Paddon (qui attend davantage), le 30 mars 1855, la jouissance gratuite de 200 ha de terres sur l'île Nou pour y parquer son bétail, pour cinq années, avec promesse de compensations ensuite en cas de reprise par l'administration française. En 1857, il vend son droit de propriété sur l'île à l'administration des Domaines pour 40 000 F et l'obtention en échange de 4 000 ha de terres à culture à Païta,,.

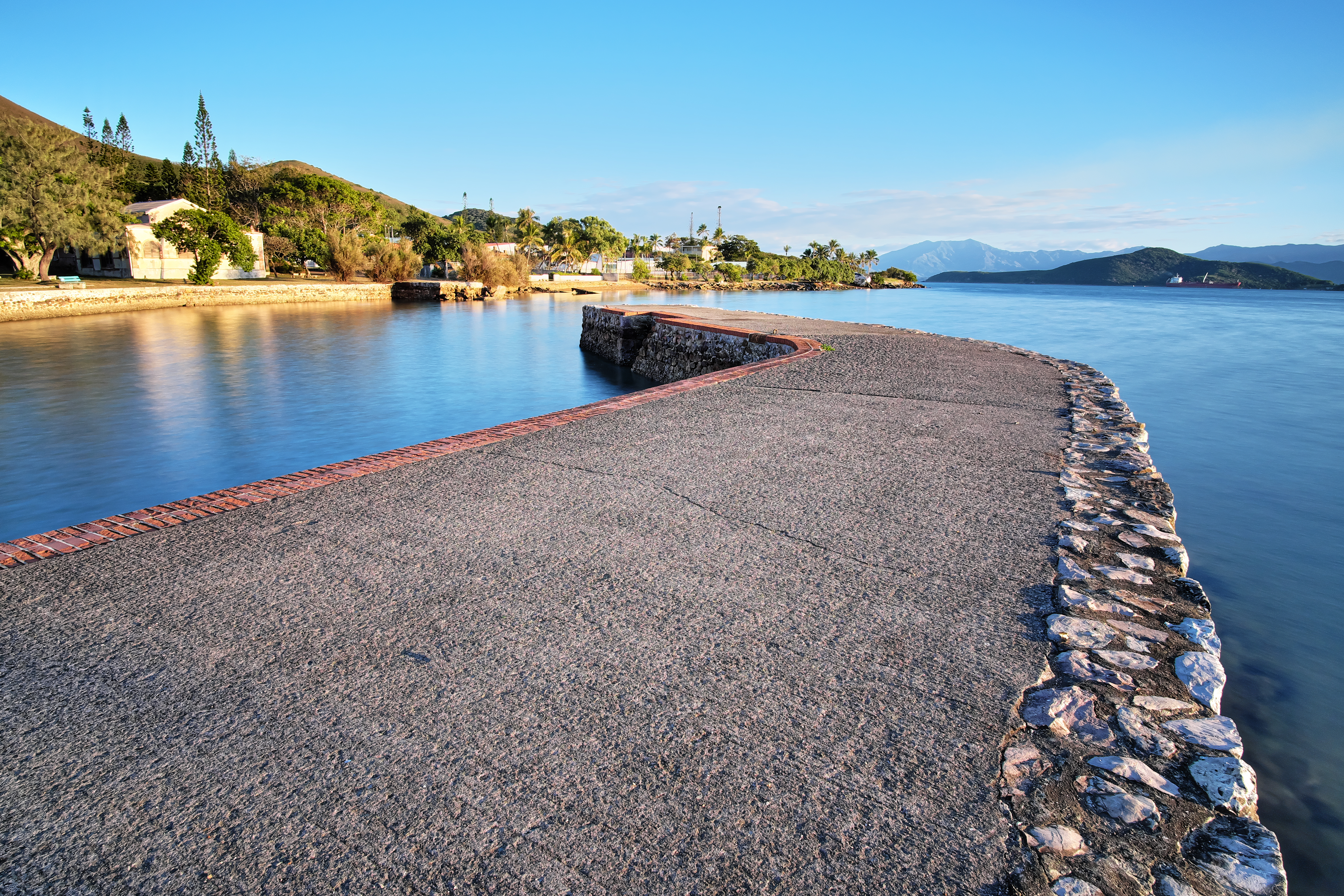
Le débarcadère de Nouville.

### L'île Nou et son bagne
L'État se porte acquéreur des lieux, qui sont rebaptisés « île Nou » (toponyme pléonastique puisque Nou veut dire « île » en langue nââ drubéa), afin d'y installer le principal centre pénitentiaire du bagne de Nouvelle-Calédonie. Les 250 premiers « Transportés » arrivent à Port-de-France le 9 mai 1864 à bord de L'Iphigénie. En tout, 75 convois amèneront, entre 1864 et 1897, environ 21 630 immatriculés au bagne, selon les estimations d'Alain Saussol. Il existe alors trois types de « bagnards » ou « chapeaux de paille ». L'île Nou accueille pendant la durée de leur peine, avant leur doublement sur un centre agricole pénitentiaire (à Bourail notamment), essentiellement des « Transportés », de loin les plus nombreux, aussi appelés « forçats » car condamnés à des peines de travaux forcés (de 8 ans à perpétuité) pour des crimes de droit commun (allant de la simple voie de fait ou atteinte à la pudeur au meurtre). Ces bagnards seront la main d'œuvre qui servira à l'édification des infrastructures de la colonie : bâtiments officiels ou religieux, routes, système d'approvisionnement en eau, remblais des marécages de Nouméa.
Ce passé bagnard est encore omniprésent à Nouville à travers les nombreux bâtiments datant de cette époque. On peut citer l'ancien atelier de couture et cordonnerie du bagne, prévu initialement pour être une église et finalement reconverti en théâtre (le Théâtre de l'île), mais aussi l'actuel musée du bagne et les anciens ateliers qui sont devenus depuis le site du département de droit et d'économie de l’université de la Nouvelle-Calédonie. Certains de ces sites font l'objet de fouilles archéologiques, notamment l'ancienne boulangerie où les recherches ont donné leurs premiers résultats quant au mode de fonctionnement de ce bâtiment.

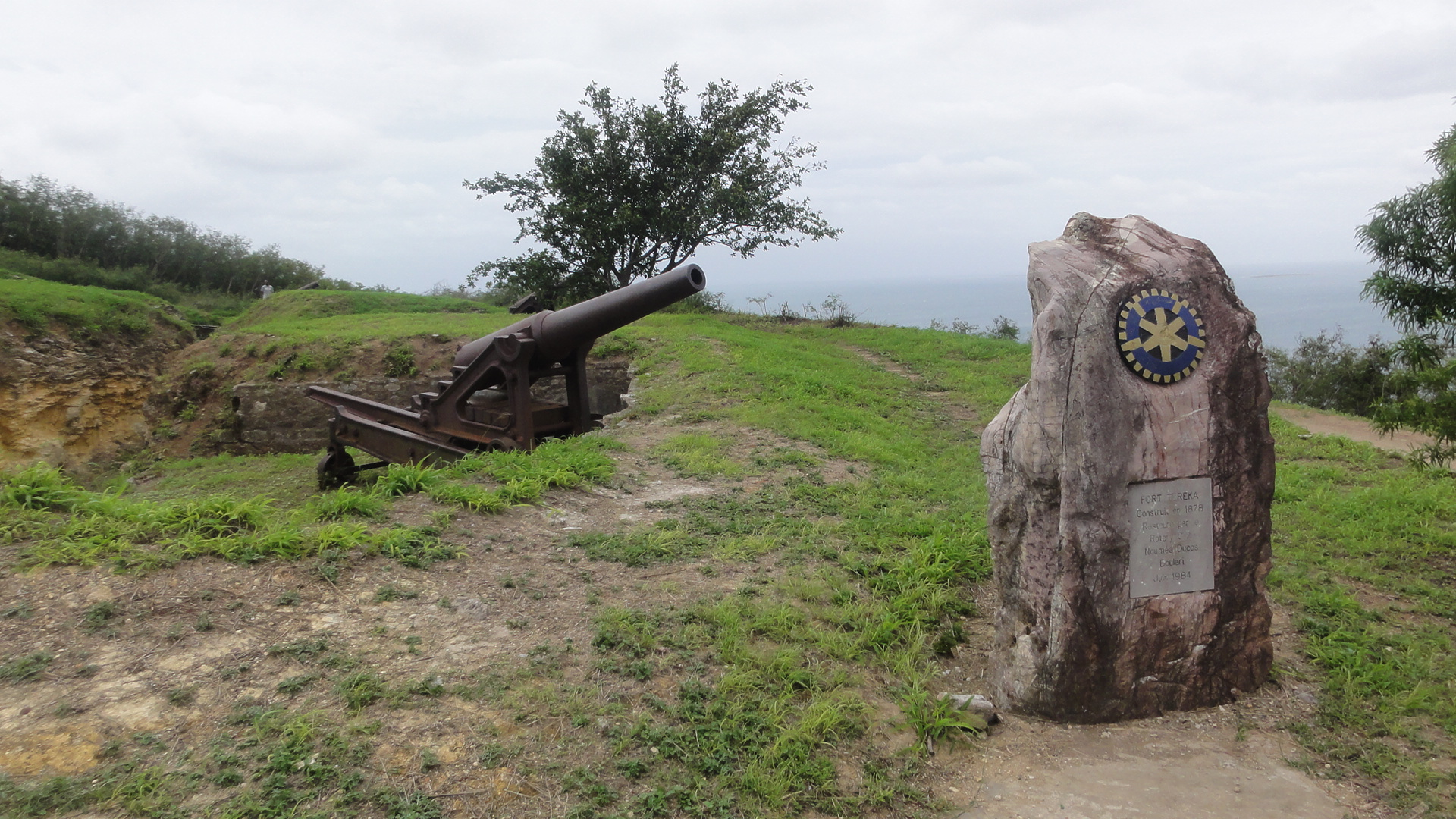
Canon datant de 1877, au fort Téréka.

Pour surveiller l'entrée de la rade de Nouméa, l'armée construit à l'extrémité nord de l'île le Fort Téréka avec sa batterie d'artillerie en 1877. Aujourd'hui abandonné, il a été classé aux monuments historiques en 1978 et est devenu un site touristique, où l'on peut observer sa batterie de canons (1896), sa citerne, sa poudrière, ses galeries souterraines, mais aussi sa promenade et sa tour d'observation.

### De l'après-bagne à la Seconde Guerre mondiale
Le bagne est officiellement aboli en 1897 et les derniers « Transportés » quittent l'île en 1927. À cette date, tous les bâtiments de l'Administration pénitentiaire sont cédés à la colonie. La plupart tombent alors à l'abandon, à l'exception du Camp-Est et l'ancien Hôpital du Marais qui devient en 1936 un « asile » psychiatrique, rebaptisé en 1990 Centre hospitalier spécialisé (CHS) Albert-Bousquet. L'ancienne cordonnerie (et actuel Théâtre de l'île) devient un lieu d'élevage de vers à soie entre 1920 et 1926, puis une salle de bal dans les années 1930 puis est abandonnée après un cyclone qui endommage sa toiture entre 1933 et 1941.
Pendant la Seconde Guerre mondiale, le quartier est investi par les soldats américains. Un village de demi-lunes est érigé sur l'actuel site de l'Université de la Nouvelle-Calédonie afin d'héberger les soldats. Aux abords de l'actuel Théâtre de l'Île se dressent non moins de 46 demi-lunes aux usages divers : cuisine, soins, cinéma, salle de loisirs, chapelle pourvue d'un clocher…
Le quartier sert alors également de « centre de regroupement » des Japonais vivant en Nouvelle-Calédonie en attente de leur transfert vers l'Australie.

### De l'île Nou à Nouville
Avec l'extension du port-autonome de Nouméa grâce aux espaces gagnés sur la mer dans les années 1970, l'île Nou se retrouve reliée au reste de la ville et devient une « presqu'île artificielle » rebaptisée Nouville.

#### Développement des activités touristiques

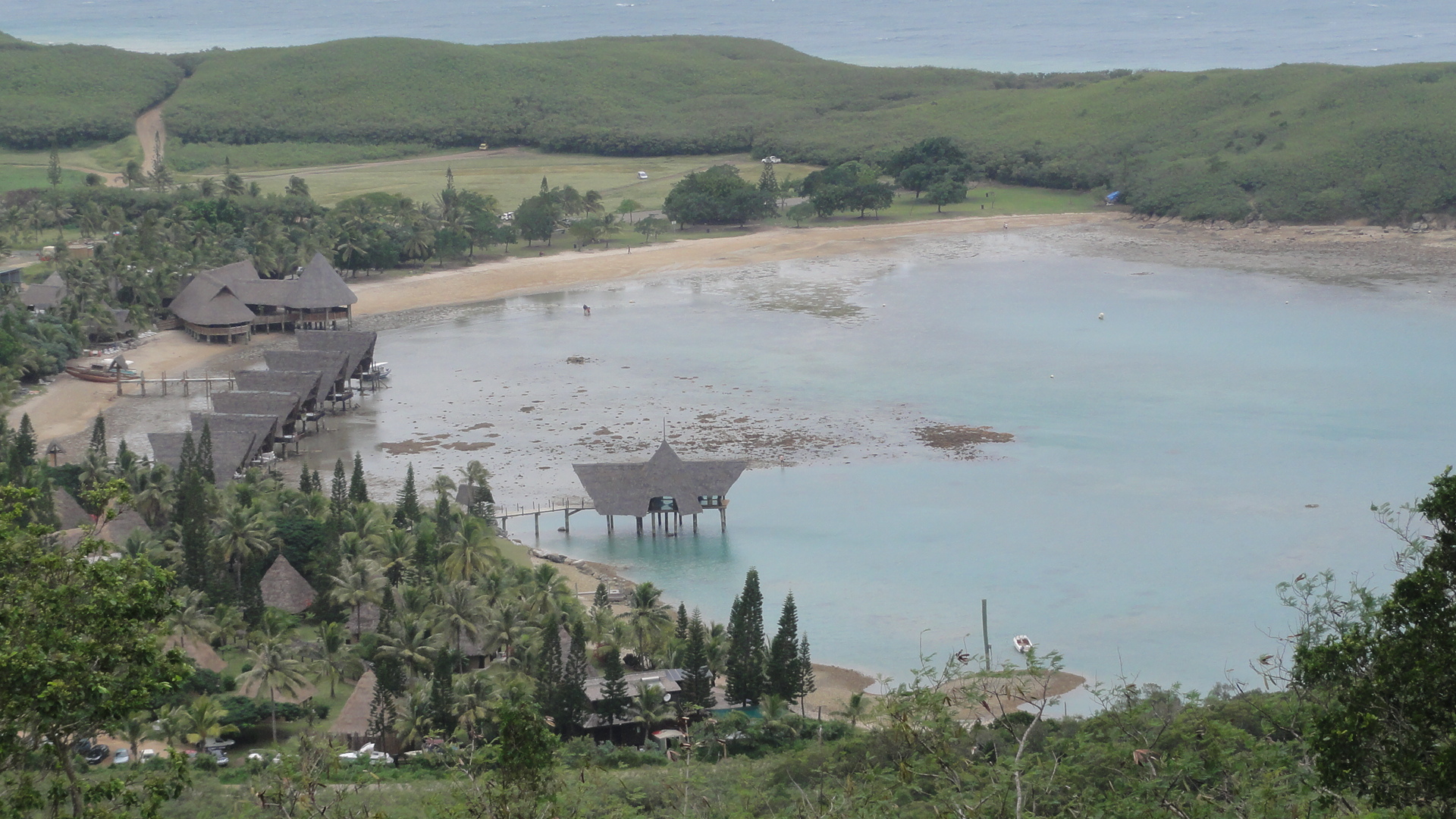
L'anse du Kuendu, avec sa plage et l'hôtel Kuendu Beach.

Des activités touristiques s'y développent sur la plage du Kuendu (en hommage au grand chef Kuindo), au nord de la presqu'île, où est installé un complexe hôtelier comprenant le restaurant « Le Grand Chêne » et l'Hôtel Kuendu Beach.

#### Vie culturelle
L'ancienne cordonnerie puis « centre de regroupement » des Japonais est une première fois rénovée dans les années 1970 pour devenir une salle de cinéma et de spectacle accueillant aussi des matchs de boxe à la fin de la décennie. Ce bâtiment commence à être appelé « Théâtre de l'île ». Les Archives Territoriales sont installées dans un bâtiment neuf construit dans les années 1970 à côté du Théâtre.

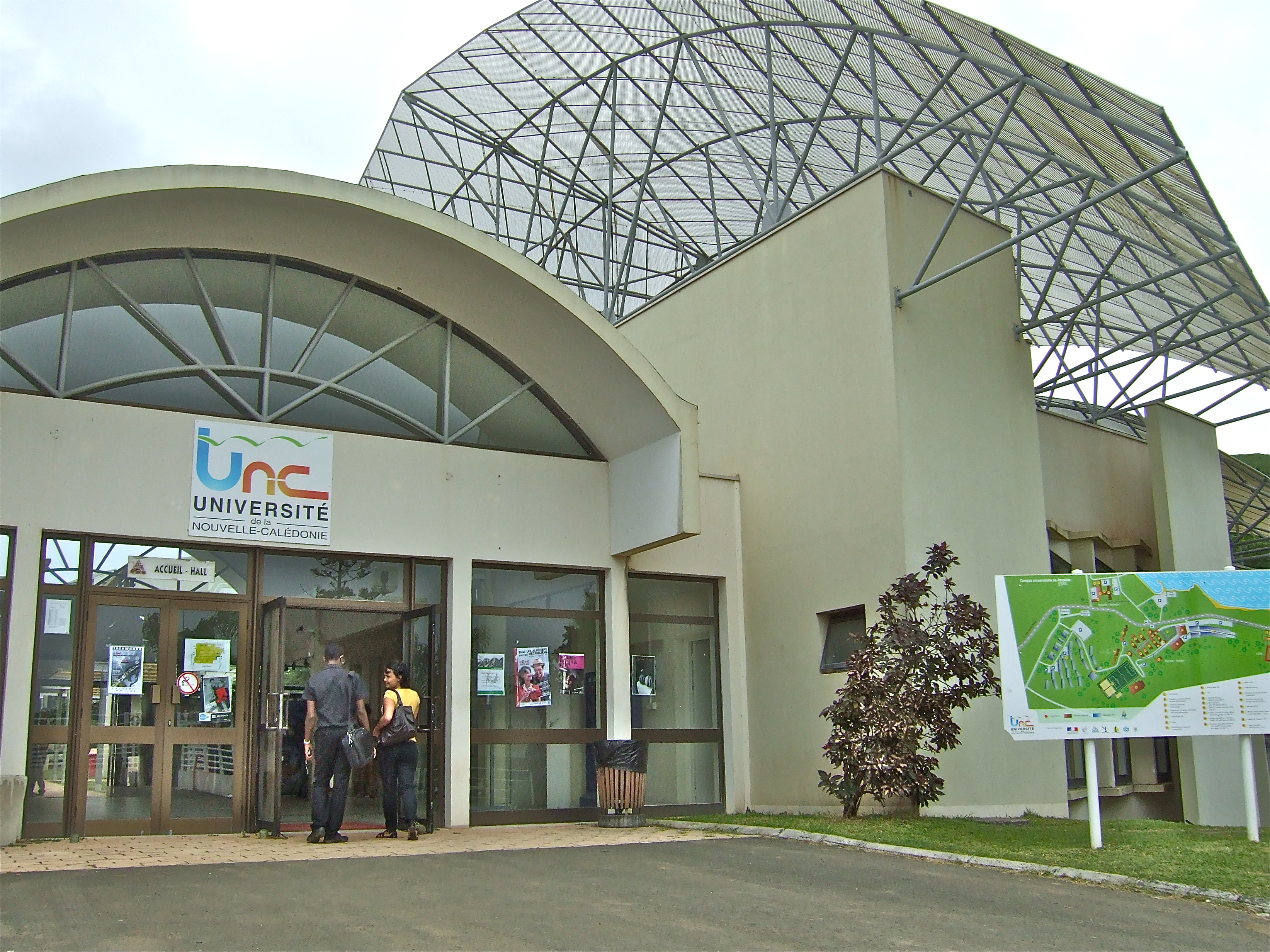
Université de la Nouvelle-Calédonie

#### Fonctions éducatives et universitaires
Le lycée polyvalent, général et technologique, Jules-Garnier est ouvert en 1975.
À la création en 1987 de l'Université française du Pacifique, s'installent à Nouville deux départements de la section néo-calédonienne : le département Droit, Économie et Gestion dans les anciennes annexes du bagne, et celui de Sciences et Techniques dans de nouveaux bâtiments construits non loin, dits de « Nouville-Banian ». En 2005, 6 ans après la disparition de l'Université française du Pacifique au profit de l'Université de la Nouvelle-Calédonie (et de l'Université de la Polynésie Française) sont lancés des travaux afin d'agrandir l'université.

## Activités
Les activités situées à Nouville sont essentiellement liées à l'enseignement, à la recherche et à la culture avec :
- l'Université de la Nouvelle-Calédonie qui y est entièrement regroupée depuis 2011,
- l'IUFM, devenu l'ESPE
- le lycée polyvalent Jules-Garnier et ses quatre classes préparatoires aux grandes écoles scientifiques,
- les Archives territoriales,
- le Centre de formation de la Chambre des métiers,
- le musée du Bagne, installé dans l'ancienne boulangerie Guillain en pierre du bagne sur la presqu'île de Nouville, qui passe pour être le plus ancien bâtiment construit par l'administration pénitentiaire sur ce site, a été créé par l'association « Témoignages d'un passé »[10]. Il n'est pas ouvert en permanence, mais se visite à la demande et est le point de départ d'un tour guidé des différentes infrastructures du bagne de Nouville : la chapelle, les anciens ateliers qui abritent aujourd'hui le département de droit, économie et gestion de l'Université de la Nouvelle-Calédonie, l'ancien magasin aux vivres devenu le Théâtre de l'Île, l'ancien hôpital du marais et actuel CHS Albert-Bousquet, la ferme nord et la laiterie[11],
- le Théâtre de l'île,
- la plaine du Kuendu, qui accueille notamment des concerts
- le Sénat coutumier, institution consultative de la Nouvelle-Calédonie représentant les autorités des huit aires coutumières et compétente dans toutes les affaires concernant la culture traditionnelle kanak.

Les installations du port-autonome de Nouméa se sont aussi étendues aujourd'hui à l'entrée de la presqu'île.

### Fonction pénitentiaire
L'île garde encore aujourd'hui une fonction pénitentiaire, même si elle n'a plus rien à voir avec le bagne, à travers le Centre pénitentiaire du Camp-Est , lui-même installé dans d'anciens bâtiments datant de la transportation, et dont le caractère vétuste, le surengorgement, les qualités d'hygiène et les évasions à répétition est régulièrement pointé du doigt par le personnel pénitentiaire, des associations de défense des droits des détenus, voire des instances nationales ou internationales de veille des conditions de détention.

## Démographie
Selon le recensement de la population, le quartier de Nouville compte 1 952 habitants en 2009, 2 643 résidents en 2014 et 3 481 personnes en 2019.

## Littérature
- Chantal Deltenre, Camp Est, Journal d'une ethnologue au centre pénitentiaire de Nouméa, Nouvelle Calédonie, Editions Anacharsis, 2022  (ISBN 979-1027-904-440)